# حصار (سراب)
حصار هي قرية في مقاطعة سراب، إيران. يقدر عدد سكانها بـ 303 نسمة بحسب إحصاء 2016.